# Tomba di Stesicoro
La tomba di Stesicoro è un monumento funerario citato da fonti classiche (L. Polluce, Suda, Pausania) e che per tradizione fu consacrato dai cittadini catanesi al poeta greco Stesicoro che si suppone essere morto a Catania nel VI secolo a.C.

## Storia delle fonti
È il teologo e storico domenicano Tommaso Fazello (che fu a Catania nel 1541), a citare nel suo De Rebus Siculis, il ricordo di questo prestigioso monumento funerario che sorgeva (appena fuori città) lungo la strada principale che conduceva al paese di Aci (Acium – forse nella zona di Acireale). A tale proposito il Fazello afferma: È noto da tempo, tra i sepolcri degli uomini illustri, che al poeta imerese Stesicoro, che fu rifugiato, morto e sepolto fuori città, nel lato orientale , verso la porta che conduce alla città di Aci e che fu (la porta) adornata del suo nome, consacrato dai catanesi con un sepolcro con otto gradini, otto angoli e altrettante colonne che lo innalzano da terra: affinché L. Polluce, Suidas, e Pausania lo tramandassero per iscritto. Del quale non lontano dalla porta di Aci, nel tempio di Bethlem, nel giardino di Nicolò Leontini (che era sito presso gli antichi sepolcri) fino ad oggi ne resta memoria.”; ed inoltre  “Agens autem annos quinque supra octoginta Olympiade 38. Catanae, quo profugerat, extremum diem obiit, ut Lucianus in Macrobiis refert. Cui Catanenses monumentum (cujus in Catana memini) magnificentissimum extruxerunt, et portam civitatis, qua illud petebatur, Stesichoream appellarunt.”. 
Appare singolare il fatto che il Fazello, nel dare l'indicazione del luogo del presunto sepolcro dell'artista greco, scrive “in aede Betheleem, in hortis Nicolai Leontini” e non citi invece né la chiesa di santa Maria alla grotta, né il convento carmelitano della Vergine Maria SS Annunziata detto del Carmine. Quest'ultimo sarebbe stato di certo un riferimento preminente in considerazione del fatto che nella metà del Cinquecento il convento del Carmine era già stato edificato nello stesso luogo dove poi fu ricostruito l'attuale, dopo il terremoto del 1693. Evidentemente la Porta di Aci era il riferimento più vicino per indicare il Sepolcro di Stesicoro. 
Anche lo storico Francesco Maurolico, nell'anno 1572, nel suo Sicanicarum rerum compendium, mette in relazione il sepolcro stesicoreo con la chiesa di santa Maria in Bethlem, scrivendo che il primo era nel sito su cui sorse detta chiesa.

## Ubicazione e descrizione
Tuttavia queste notizie topografiche, citando la chiesetta di santa Maria di Bethlem, ci forniscono del monumento funerario di Stesicoro una ubicazione non lontana dal convento carmelitano e comunque la collocano nello spazio tra quest'ultimo e la Porta di Aci della città. Anche l'architettura del sepolcro appare particolare dalle descrizioni: "octo gradibus, octo cingulis, totidemque columnis elevatum à terra".
L'archeologo Guido Libertini ebbe a scrivere cenni sulla probabile identificazione della tomba di Stesicoro citata dalle fonti letterarie classiche. Egli inizialmente, in un articolo del 1922 accetta la tradizione che localizza il sepolcro di Stesicoro nella chiesetta di santa Maria di Bethlem; poi nel 1925, in una sua nota aggiunta nella traduzione di Catania antica dell'Holm, ricordando la presenza a Catania del sepolcro eretto dai catanesi in onore del poeta greco Stesicoro, lo mette in relazione con i resti della costruzione funeraria, che l'archeologo stesso osserva all'interno dell'ex convento carmelitano che già allora era la sede della caserma Lucchesi Palli. In tale occasione Libertini, da un canto scrive che “topograficamente risponderebbe abbastanza al sito che gli antichi indicano di quei monumenti (v. per es. il Fazello)”, ma dall'altro fa notare che “forma ed aspetto non concordano con le descrizioni”. Come si è detto prima la fonte citata da Libertini colloca invece il monumento in un luogo diverso. Però da allora quei resti incastonati all'interno della caserma furono erroneamente indicati e citati come tomba di Stesicoro. Successivamente sono stati pochi gli studiosi che hanno preso in esame il monumento funerario, non facilmente accessibile al pubblico, decisamente a causa della sua particolare ubicazione all'interno di una struttura militare. 
Purtroppo la chiesetta di santa Maria di Bethlem, citata dal Fazello, scomparve nel 1674 e nel tratto di strada che da piazza Stesicoro conduce al Carmine oggi è presente una sola chiesa che è quella di santa Maria alla grotta intitolata a San Gaetano da Thiene alla fine del Seicento. 
L'esistenza della chiesetta di santa Maria di Bethlem è attestata anche in una ratifica di una donazione avvenuta il 16 giugno 1531, con la quale il magnifico don Fabio de Paternione (Paternò) donava la somma di onze quattro al convento dei carmelitani, affinché fosse restaurata detta chiesa. 
Da questo documento apprendiamo anche che la cappella fuori le mura di santa Maria di Bethlem era anche intitolata ai Santi Quaranta, infatti, tra l'altro, si legge: “cum itaque in manibus nostris in praesentiarum vacet quaedam ecclesia sive cappella sub vocabulo Sanctorum Quaranta seu cappella Sanctae Mariae de Bethalem extra muros clarissimae civitatis Catanae in contrada Portae Jacis in via qua itur ad Ven Conventus Sanctae Mariae Annuntiatae Ordinis Carmelitarum”. 
Nello stesso secolo a cui risalgono le descrizioni che abbiamo citato, ed esattamente nel 1575, i cartografi tedeschi Braün e Hogenbergh pubblicarono l'incisione di una pianta prospettica della città di Catania. La pianta di Braün-Hogenbergh è la più antica rappresentazione cartografica della città di Catania a noi nota finora. Osservandola noteremo che a nord est della città, fuori dalla Porta di Aci, sono indicati con il numero 24 il Sepulcrum Stesicuri Poeta illustre, con il numero 42 una costruzione a due prospetti, chiamata la Grutta e con il numero 40 il Carmino. 
È evidente come, fin dalle prime rappresentazioni cartografiche e nelle successive copie di Stizzia e di Mortier appare netta la distinzione fra il sito del sepolcro di Stesicoro (numero 24) della tradizione popolare seicentesca ed il sito della Grutta o santa Maria della grotta (numero 42) e quello convento carmelitano (numero 40). 
Un'ultima conferma ci perviene dalla recente pubblicazione della Pianta di Catania realizzata dal topografo Francesco Negro intorno al 1637, oltre a potere osservare per la prima volta il convento del Carmine da una posizione ortogonale, rileviamo la presenza di ben tre edifici isolati esistenti lungo la strada che dalla Porta di Aci conduce al convento del Carmine. 
Anche in questo caso il convento appare decisamente evidenziato e distinto rispetto agli altri edifici delineati tra i quali riconosciamo l'odierna chiesetta di San Gaetano alla grotta, ma possiamo concretamente ipotizzare che uno degli altri due edifici fosse la piccola chiesa di santa Maria di Bethlem. 
L'area che si estende fra piazza Stesicoro (Porta di Aci) e la chiesetta di San Gaetano "alle grotte" è stata totalmente stravolta dalle fondazioni degli edifici ottocenteschi e da quelli degli anni sessanta del Novecento e quindi appare quanto mai poco probabile la verifica dell'esistenza dei resti del sepolcro di Stesicoro, senza pensare all'esecuzione di particolari saggi di scavo mirati.